# Pilea ermitensis
Pilea ermitensis är en nässelväxtart som beskrevs av Nathaniel Lord Britton. Pilea ermitensis ingår i släktet pileor, och familjen nässelväxter. Inga underarter finns listade i Catalogue of Life.